# NGC 3878
NGC 3878 је елиптична галаксија у сазвежђу Велики медвед која се налази на NGC листи објеката дубоког неба.
Деклинација објекта је + 33° 12' 18" а ректасцензија 11h 46m 17,7s. Привидна величина (магнитуда) објекта NGC 3878 износи 13,3 а фотографска магнитуда 14,3. NGC 3878 је још познат и под ознакама MCG 6-26-32, CGCG 186-42, NPM1G +33.0229, PGC 36708.